# 陈逸飞纪念馆
29°57′31″N 121°42′27″E / 29.958614°N 121.707548°E
陈逸飞纪念馆，是为纪念中国当代油画大师、艺术家、导演、企业家陈逸飞的个人艺术馆。纪念馆位于陈逸飞的故乡浙江省宁波市镇海区。纪念馆于陈逸飞逝世三周年之际开馆。

## 历史
陈逸飞纪念馆是镇海区政府投资，占地约750平方米。纪念馆位于镇海后海塘景区内，由当地著名的一老茶馆建筑改建而成。纪念馆为中式清末民国风格，楼高二层，管内系统介绍陈逸飞的个人生平、家世和以及他在绘画、时尚、电影等诸多艺术领域的成就和影响。管内收藏有陈逸飞生前使用过的器物和手稿、画稿，并适时展出陈逸飞的油画大作真迹。
纪念馆开馆当天，陈逸飞亲属和诸多生前好友参加了开馆仪式，包括陈逸飞遗孀宋美英和幼子陈天，还有很多陈逸飞的粉丝。纪念馆系免费向公众开放。